# Michael Kahr
Michael Kahr (* 15. Februar 1975 in Bruck an der Mur) ist ein österreichischer Jazzpianist, Komponist/Arrangeur und Musikwissenschaftler.

## Werdegang
Kahr wuchs in einer musikalischen Familie auf und erhielt zunächst Unterricht auf der Blockflöte, um dann Trompete zu lernen. Seit 1985 erhielt er klassischen Klavierunterricht. Zwischen 1993 und 1998 studierte er Jazztrompete an der Universität für Musik und darstellende Kunst Graz, um mit dem Diplom abzuschließen. Seit 1997 studierte er an derselben Hochschule Jazzpiano. Nach dem Grundstudium absolvierte er bis 2001 Postgraduate Studies bei John Taylor und Bill Dobbins an der Musikhochschule Köln sowie von 2002 bis 2004 an der Sydney University bei Mike Nock und Bill Motzing.
Seit 2000 arbeitete er als freischaffender Musiker. 2005 war er Resident bei Betty Carter's Jazzahead in Washington D.C. Auftritte hatte er in Österreich, Deutschland, England, Frankreich, Spanien, Slowenien, Zypern, Kroatien, Ungarn und Polen, Serbien, den USA, in China (Shanghai, Hangzhou), im Iran, in Australien und Afrika (Senegal, Ägypten). 2010 erlangte er seine Dissertation mit der Arbeit Aspects of Context and Harmony in the Music of Clare Fischer an der Sydney University. 2011 erhielt er den Morroe Berger – Benny Carter Jazz Research Award.
Seit 2006 arbeitete er als Senior Lecturer am Institut für Jazz und seit 2011 als Post-Doc am Institut für Jazzforschung an der Universität für Musik und darstellende Kunst Graz. Seit 2018 ist er Dekan der Fakultät Musik und Leiter der Masterstudien an der Jam Music Lab Privatuniversität für Jazz und Popularmusik Wien. Von Jänner 2022 bis Dezember 2023 arbeitete er als Senior Scientist und Institutsleiter an der Gustav Mahler Privatuniversität für Musik in Klagenfurt. Weitere Lehraufträge an der Universität Wien (Institut für Musikwissenschaft, 2013, 2016/17), Paris-Lodron Universität Salzburg (2018, 2019) und Sydney University (2003/4). Von 2011 bis 2013 arbeitete er als Postdoc im FWF-PEEK Forschungsprojekt Jazz & the City: Identity of a Capital of Jazz (AR 86 G21). Seit 2018 ist Kahr Vorstandsmitglied der Internationalen Gesellschaft für Jazzforschung und Mitglied im Editorial Board des Journal for Jazz Education in Research and Practice. Seine Monografie Jazz & the City. Jazz in Graz von 1965 bis 2015 (Graz: Leykam 2016) wurde mit dem Erzherzog-Johann-Forschungspreis 2018 ausgezeichnet.
Konzerte gab er mit Ed Thigpen, Gary Foster, Dusko Goykovich, Bobby Shew, Michael Abene, Karlheinz Miklin, Jay Clayton, Winard Harper, Mark Murphy, Wayne Darling, Árni Egilsson, Dick Oatts, John Riley, Jazz Big Band Graz, Big Band Süd, Rondo Vienna, Richard Oesterreicher, Ines Dominik-Reiger, Nadine Beiler, Hansi Lang, Frank Hoffmann und Lisbeth Bischoff.
Auftritte erfolgten beim Jazzfestival Wiesen (Österreich), Musikforum Viktring (Österreich), Jazzfestival Leibnitz (Österreich), Jazzfestival St. Louis (Senegal), Fete de la Musique (Paris), International Fajr Festival (Teheran), an Österreichische Kulturforen (Teheran, Washington D.C. und Zagreb) sowie in Konzerthäusern und Jazzclubs wie Porgy & Bess (Wien), Orpheum (Graz), UMO Jazz Club (Helsinki), Basement (Sydney), Kennedy Center (Washington D.C.), JZ Club (Shanghai and Hangzhou), Roudaki Hall (Teheran Opera House), Cadogan Hall (London), Centennial Center (Vancouver).

## Anerkennungen
- 2018 Erzherzog-Johann-Forschungspreis des Landes Steiermark

## Schriften

### Bücher
- Jazz & the City. Jazz in Graz von 1965 bis 2015 (Graz: Leykam 2016), 2. Auflage als City of Jazz. Jazz in Graz von 1965 bis 2015 (Graz: Leykam 2018).[9][10]
- James Reddan, Monika Herzig, Michael Kahr (Hrsg.): The Routledge Companion to Jazz and Gender. Routledge, New York City 2023, ISBN 978-0-367-53414-1[11]
- Michael Kahr (Hrsg.): Artistic Research in Jazz: Positions, Theories, Methods, Routledge 2022, ISBN 978-0-367-22595-7[12]

### Ausgewählte Aufsätze (Peer Reviewed)
- Transcultural Transformations: Dimitri Shostakovich and Clare Fischer. In: Problemy Muzikal'noi Nauki, Nr. 2, S. 39–47, 2009
- Upper Styrian Big Band Folk – Exploring Local Authenticity and Identity in Jazz. In: Journal for Artistic Research, 2013, doi:10.22501/jar.21732.
- Künstlerische Forschung im Bereich Jazz und Popularmusik an der Kunstuniversität Graz. In: Zeitschrift für Hochschulentwicklung ZfHE 10.1, S. 39–51, 2015, doi:10.3217/zfhe-10-01/03.
- Jazz in Graz von 1965 bis 2015. in: Historisches Jahrbuch der Stadt Graz (H 48, Jahrgang 2018), S. 435–451, 2018
- The Jazz Institutes in Graz: Pioneer in Academic Jazz and their Impact on Local Identity. In: European Journal of Musicology 16.1, S. 45–59, 2018[13]
- Chromatic Harmony in the Music of Herbie Hancock and Clare Fischer. In: Jazzforschung / Jazz Research 46, S. 73–90, 2018

### Ausgewählte Buchkapitel und andere Aufsätze
- Current Tendencies in Jazz Theory. In: Jazzforschung/Jazz Research, Nr. 40, S. 113–124, 2008
- Announcement of the First International Clare Fischer Symposium. In: Jazz Research News, Nr. 34, S. 1628–1630, 2010
- Projektvorstellung: Jazz & the City. In: Jazz Research News, Nr. 39, S. 1852–1854, 2011
- mit Christa Bruckner-Haring: Jazzwerkstatt Graz: A Young Austrian Jazz Initiative. In: Jazz Research Journal 5.1/2, S. 176–186, 2011
- Conference Report, Part II: ‚Rhythm Changes II: Rethinking Jazz Cultures, Salford (UK), April 11-14. In: Jazz Research News, Nr. 44, S. 2072–2074, 2013
- Jazz Komposition: Theorie und Praxis. In: Matthias Schlothfeldt, Markus Roth (Hrsg.): Musiktheorie und Komposition (= Folkwang Studien 15), S. 307–314, 2015
- mit Christa Bruckner-Haring: Jazznetworks in Austria: The Jazzwerkstatt Initiative. In: Tony Whyton, Nicholas Gebhardt (Hrsg.): The Cultural Politics of Jazz Collectives: This Is Our Music., S. 177–196, Routledge 2015
- Conference Report: »14th Darmstadt Jazzforum; ›Gender and Identity in Jazz‹«, Darmstadt (Germany), October 1–4, 2015. In: Jazz Research News, Nr. 48, S. 2260–2263, 2015
- Historische Entwicklung des Institutes für Jazz. In: 50 Jahre Institut Jazz / Kunst Uni Graz, 2015
- Chromaticism and Identity in the Music of Clare Fischer. In: Wolfram Knauer (Hrsg.): Darmstädter Beiträge zur Jazzforschung, Nr. 14, S. 71–84, Wolke Verlag 2016
- 50 Years of Academic Jazz in Central Europe: Musicological and Artistic Research Perspectives in a Case Study of Local Jazz History in Graz. In: Haftor Medbøe, Zack Moir and Chris Atton (Hrsg.): Continental Drift. 50 Years of Jazz from Europe, S. 57–65, Edinburgh Napier University 2017
- Zur musikalischen Entwicklung des modernen Jazz in Graz (1953–1955). In: Christian Glanz and Manfred Permoser (Hrsg.): Anklaenge 2016. Studien zur Österreichischen Popularmusik im 20. Jahrhundert (Wiener Jahrbuch für Musikwissenschaft). S. 161–176, Hollitzer Verlag 2017
- Artistic Research in Jazz: A Case Study and Potential Developments. In: Mine Dogantan-Dack, John Dack (Hrsg.): Music and Sonic Arts: Theories and Practice, S. 184–199, Cambridge Scholars Publishing, 2018
- Zur historischen Entwicklung der deutschsprachigen Jazzforschung. Wissenschafts- und kulturgeschichtliche Rahmenbedingungen in der Stadt Graz. In: Martin Pfleiderer, Wolf-Georg Zaddach (Hrsg.): Jazzforschung heute. Themen, Methoden, Perspektiven, S. 261–282, Edition Emvas, Berlin, 2019[14]

## Diskographie (Auswahl)
- 1995: Trijok, Spring, A-Jok Records 11570394, - tp.
- 2000: Klangdebüts, The Dukebox, KUG 17, - arr., p.
- 2000: Faton M. Macula,I Remember You, MGR 98002-2, - comp., arr., p.
- 2001: Karlheinz Miklin, Quinteto Argentina & KUG Big Band – Linda, TCB 21232, tp.
- 2002: Michael Kahr Quartett, Stories, Mr.D. Music 4029661023148 - comp., arr., p., tp.
- 2003: Black Coffe Chapter 6, Feed your Soul, Ecco Chamber EC 3112 – comp., arr., p.
- 2003: Heidi Krenn Quartett, Austrian Young Lions, Universal Music 980865-4 - p.
- 2005: m&m, m&m, MM Records 01 (2005) - comp., arr., p.
- 2008: missImister, Bittersweet,Cracked Anegg Records KEG LC 09587 - comp., arr., p.
- 2011: High Styria Big Band, Upper Styrian Big Band Folk, Manus - comp., arr., p.
- 2011: Rondo Vienna, Strong Enough, Preiser Records - arr., p.
- 2013: Rondo Vienna, 3, Preiser Records 91247 (2013) - p.
- 2014: Dorothea Jaburek, Mei eigne Wöd, Firmamendt Records fm 002 - arr., p.
- 2015: SaxallegrO, Freequencies, Barnette - comp.
- 2016: Michael Kahr, Jazz & the City (and me...), Alessa Records ALR 1047 - comp., arr., p.
- 2017: Dorothea Jaburek, Sweet Secrets, Alessa Records 1062 – comp., arr., p.